# Pošepného náměstí
Pošepného náměstí je veřejné prostranství v Praze 11. Nachází se na sídlišti Horní Roztyly a vzniklo během budování sídliště v letech 1979–1988. Jde o přirozené centrum tzv. červeného sídliště, tedy barevně odlišené severnější části.
Na náměstí se nachází obchodní dům Chrpa a budova školy Pošepného, kde mimo jiné sídlí detašované pracoviště Gymnázia Budějovická.

## Sochy
Náměstí je, podobně jako jiné části Roztyl, ozvláštněno několika skulpturami. Jsou to kamenná skulptura „Slunce“, jejímž autorem je Josef Vajce, pítko „Rak“ ak. soch. Petra Trmače a bronzová socha chlapce s křídly pojmenovaná „Vzduchoplavec“ Jiřího Kryštůfka.

## Fotogalerie

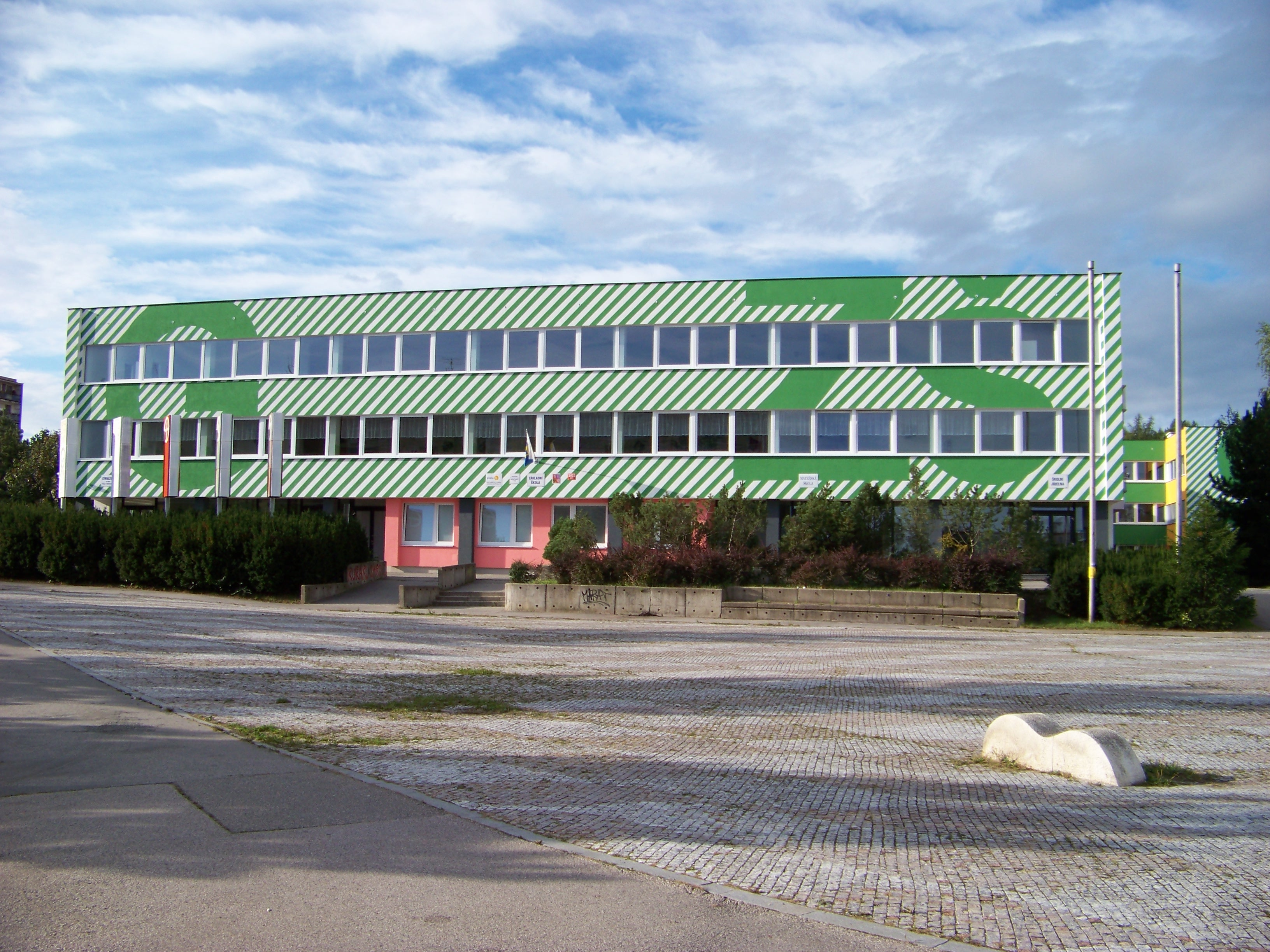
Budova školy
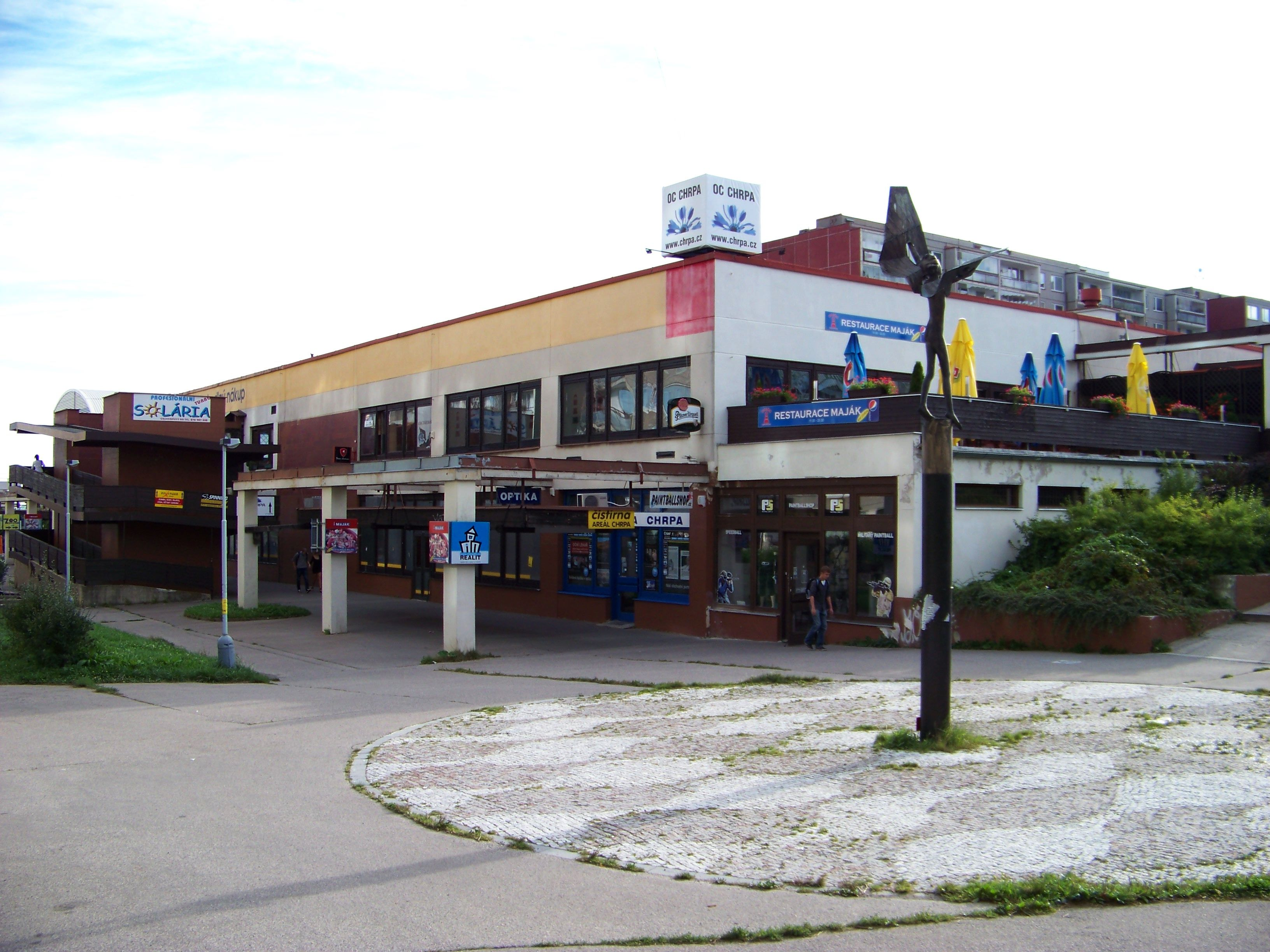
Obchodní centrum Chrpa
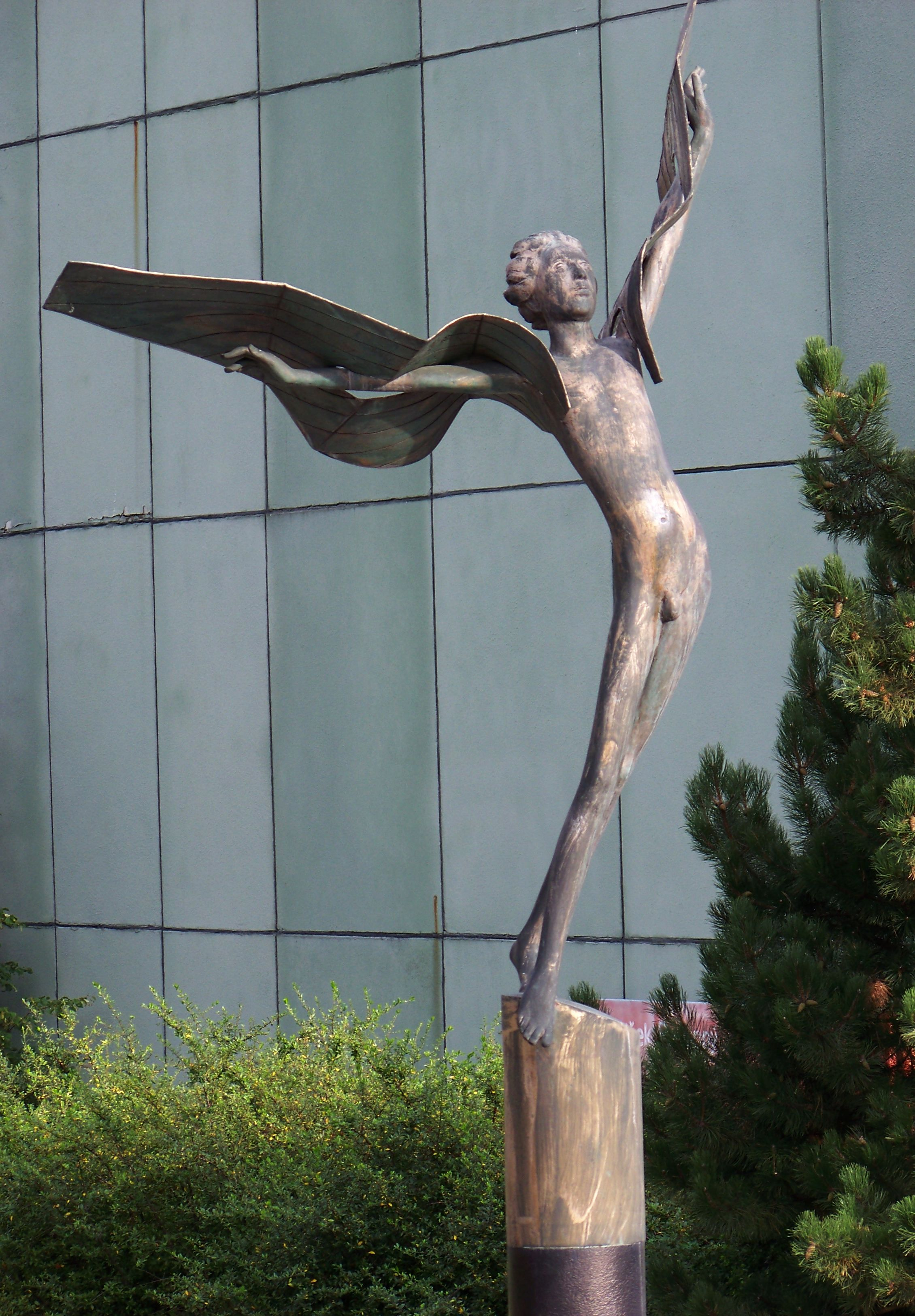
Socha „Vzduchoplavec“
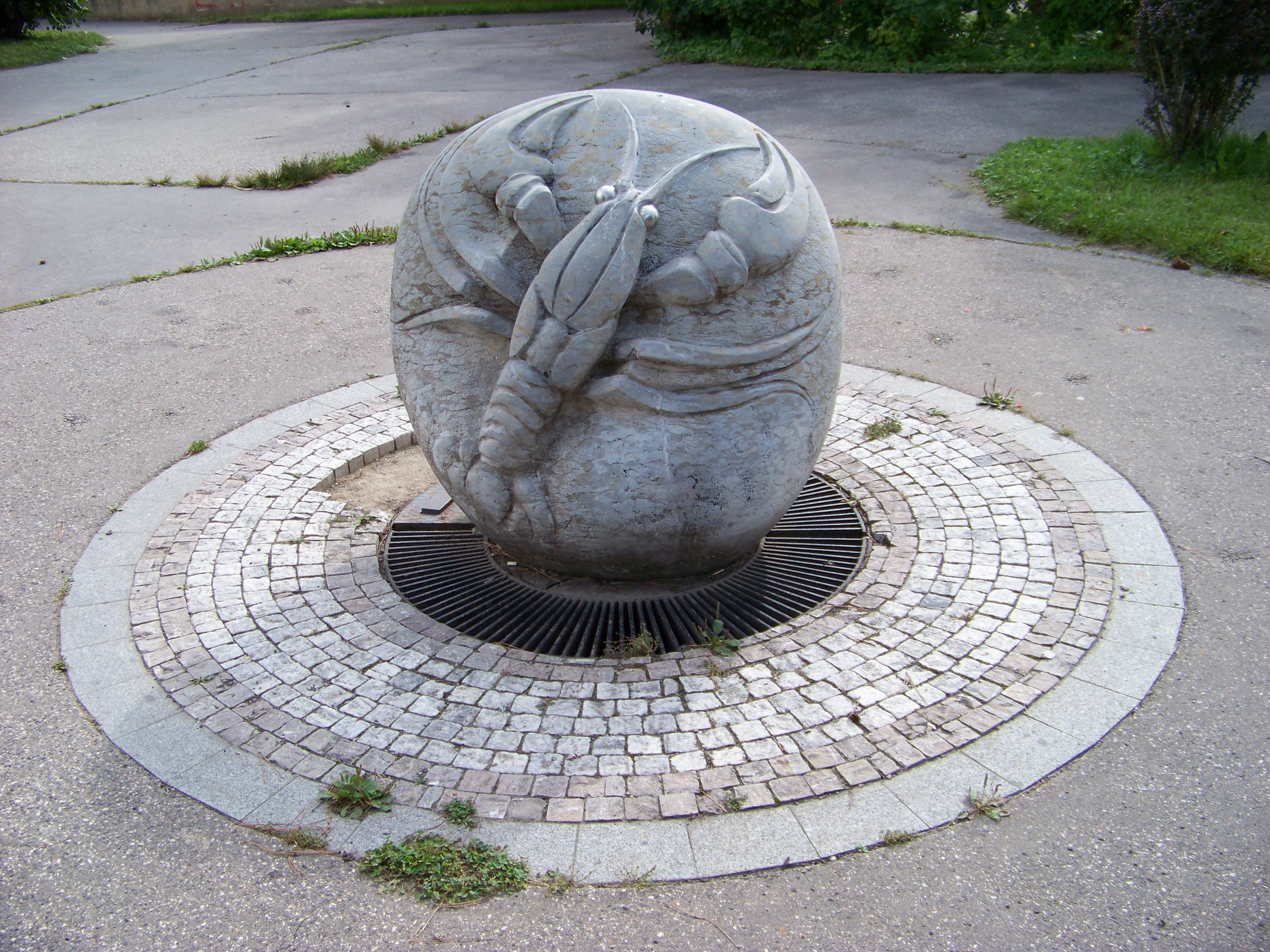
Pítko „Rak“
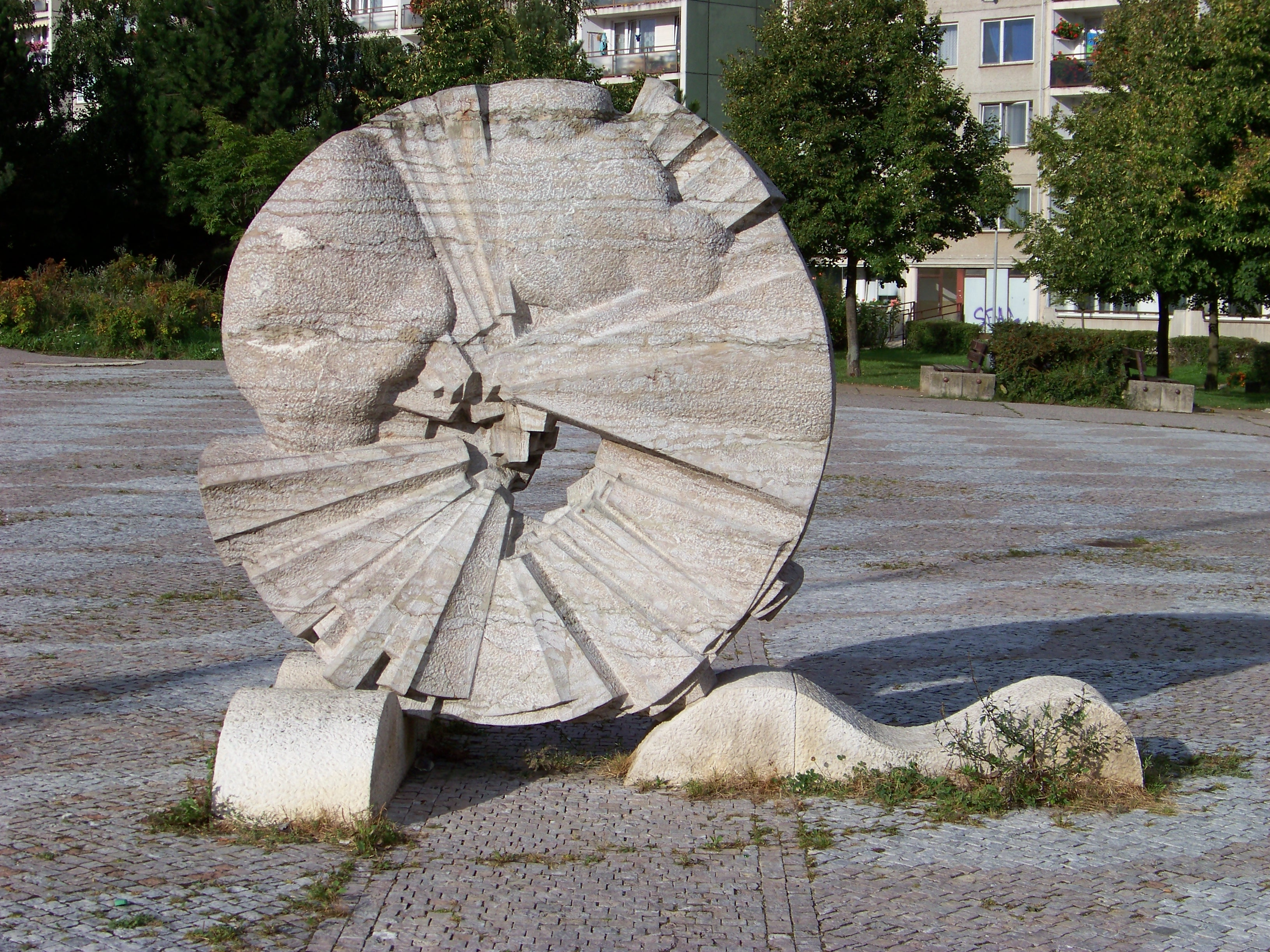
Socha „Slunce“